# Liste der Bodendenkmäler in Pemfling
Auf dieser Seite sind die Bodendenkmäler in der Oberpfälzer Gemeinde Pemfling zusammengestellt. Diese Tabelle ist eine Teilliste der Liste der Bodendenkmäler in Bayern. Grundlage ist die Bayerische Denkmalliste, die auf Basis des Bayerischen Denkmalschutzgesetzes vom 1. Oktober 1973 erstmals erstellt wurde und seither durch das Bayerische Landesamt für Denkmalpflege geführt wird. Die folgenden Angaben ersetzen nicht die rechtsverbindliche Auskunft der Denkmalschutzbehörde.

## Bodendenkmäler der Gemeinde Pemfling

### Bodendenkmäler in der Gemarkung Engelsdorf
| Lage                  | Objekt                      | Akten-Nr.     | Bild |
| --------------------- | --------------------------- | ------------- | ---- |
| Engelsdorf (Standort) | Mittelalterlicher Erdstall. | D-3-6741-0126 |      |

### Bodendenkmäler in der Gemarkung Grafenkirchen
| Lage                     | Objekt | Akten-Nr.     | Bild |
| ------------------------ | --- | ------------- | ---- |
| Grafenkirchen (Standort) | Archäologische Befunde des Mittelalters und der frühen Neuzeit im Bereich der Katholischen Kuratiekirche St. Laurentius in Grafenkirchen, darunter die Spuren von Vorgängerbauten bzw. älterer Bauphasen. Siehe auch: St. Laurentius (Grafenkirchen) | D-3-6641-0005 |      |
| Grafenkirchen (Standort) | Mittelalterlicher Erdstall. | D-3-6641-0046 |      |
| Grafenkirchen (Standort) | Mittelalterlicher Burgstall. Siehe auch: Burgstall Löwendorf | D-3-6641-0047 |      |
| Grafenkirchen (Standort) | Archäologische Befunde der frühen Neuzeit im Bereich der Katholischen Nebenkirche St. Wolfgang in Löwendorf, darunter die Spuren von Vorgängerbauten bzw. älterer Bauphasen. Siehe auch: St. Wolfgang (Löwendorf)                                    | D-3-6641-0123 |      |

### Bodendenkmäler in der Gemarkung Kager
| Lage             | Objekt | Akten-Nr.     | Bild |
| ---------------- | --- | ------------- | ---- |
| Kager (Standort) | Archäologische Befunde des Mittelalters und der frühen Neuzeit im Bereich des abgegangenen Hofmarkschlosses von Kager. Siehe auch: Burg Kager | D-3-6741-0090 |      |

### Bodendenkmäler in der Gemarkung Pemfling
| Lage                | Objekt | Akten-Nr.     | Bild |
| ------------------- | --- | ------------- | ---- |
| Pemfling (Standort) | Archäologische Befunde der frühen Neuzeit im Bereich der Katholischen Pfarrkirche St. Andreas in Pemfling. Siehe auch: St. Andreas (Pemfling)                                                                                             | D-3-6741-0088 |      |
| Pemfling (Standort) | Mittelalterlicher Burgstall. Siehe auch: Burgstall Rackelsdorf | D-3-6741-0091 |      |
| Pemfling (Standort) | Archäologische Befunde des Mittelalters und der frühen Neuzeit im Bereich des ehemaligen Schlosses von Pemfling, darunter die Spuren von Vorgängerbauten bzw. älterer Bauphasen sowie abgegangener Bauteile. Siehe auch: Schloss Pemfling | D-3-6741-0092 |      |
| Pemfling (Standort) | Archäologische Befunde im Bereich der abgegangenen mittelalterlichen und frühneuzeitlichen Kirche St. Andreas in Pemfling. | D-3-6741-0093 |      |
| Pemfling (Standort) | Mittelalterlicher Erdstall. | D-3-6741-0094 |      |

### Bodendenkmäler in der Gemarkung Pitzling
| Lage                | Objekt | Akten-Nr.     | Bild |
| ------------------- | --- | ------------- | ---- |
| Pitzling (Standort) | Mesolithische Freilandstation.                                                                                       | D-3-6741-0013 |      |
| Pitzling (Standort) | Mesolithische Freilandstation, neolithische Siedlung.                                                                | D-3-6741-0095 |      |
| Pitzling (Standort) | Spätpaläolithische und mesolithische Freilandstation, Siedlungen der Linearbandkeramik und der Münchshöfener Kultur. | D-3-6741-0096 |      |